# Peaceful Warrior
Peaceful Warrior es una película germano-estadounidense, dirigida por Victor Salva. Protagonizada por Scott Mechlowicz, Nick Nolte y Amy Smart en los papeles principales. 
Basada en la novela Way of the Peaceful Warrior de Dan Millman. La película se desarrolla en la Universidad de Berkeley.

## Comentarios
El director de cine Victor Salva se familiarizó con la obra mientras estaba en prisión por abuso sexual infantil, y reconoció dicha novela como "una historia que cambió mi vida".

## Curiosidades
El verdadero Dan Millman aparece en una escena de la película haciendo de cliente dentro de su coche mientras Dan (Scott Mechlowicz) y Sócrates (Nick Nolte) le atienden.